# Lancha La Victoria
La lancha a vapor La Victoria fue un pequeño buque a vapor utilizado por la Armada Argentina durante la Revolución de 1880.

## Historia
Durante el movimiento revolucionario encabezado por el gobernador de la provincia de Buenos Aires Carlos Tejedor, la ciudad de Buenos Aires fue bloqueada por las fuerzas nacionales leales al presidente Nicolás Avellaneda. El estado nacional reforzó el bloqueo mediante el arrendamiento o adquisición de unidades de escaso calado y a esos efectos compró la lancha La Victoria en $10000.
Tripulada por personal de la Armada combatió al pailebote Rayo, mercante embargado en el Riachuelo por los porteños, que tras recibir en la rada exterior una partida de fusiles Remington intentaba burlar el bloqueo para ingresarlas a la ciudad. Pese a sufrir algunos heridos, el Rayo pudo seguir aguas arriba y entregar las armas en Puente Alsina.
Fracasado el movimiento revolucionario, a diferencia de otras unidades menores utilizadas en el conflicto, permaneció en servicio hasta 1898. Tras realizarse modificaciones estructurales en los Talleres del Río Luján fue utilizada por la capitanía del Puerto y luego por la Prefectura Naval Argentina, sirviendo en el Riachuelo (Barracas) en tareas de vigilancia portuaria. A partir del año 1900 La Victoria dejó de ser mencionada.